# Хатамов, Севиндик Гаджиага оглы
Севиндик Гаджиага оглы Хатамов (азерб. Sevindik Hacıağa oğlu Hətəmov; род. 7 апреля 1963, Гюлебирд, Лачинский район) — азербайджанский государственный деятель. Депутат Национального собрания Азербайджана III созыва.

## Биография
Родился 7 апреля 1963 года в селе Гюлебирд Лачинского района. В 1980 году окончил среднюю школу села Гюлебирд.  
С 1980 по 1981 год работал слесарем-монтёром в средней школе села Гюлебирд. 
В 1986 году окончил инженерно-механический факультет Азербайджанского политехнического института. 
В 1987 году — инженер, с 1987 по 1989 год — старший инженер Лачинской районной базы технического снабжения. С 1989 по 1990 год — инженер Лачинского районного производственного объединения материально-технического снабжения и механизации. 
С 1990 по 1997 год — начальник Лачинского хозрасчётного строительно-монтажного участка. С 1997 по 1999 год — директор каменного карьера «Гюздек». 
С 1999 по 2005 год — директор комбината строительных материалов «Гюздек-Гюнай».
Депутат Национального собрания Азербайджана III созыва от 121 Лачинского избирательного округа (2005—2010).  
Являлся членом постоянной комиссии по вопросам природных ресурсов, энергетики и экологии парламента Азербайджана III созыва.  
Был председателем Лачинской районной организации партии «Новый Азербайджан». 
В марте — апреле 2012 года — главный советник отдела по работе с органами регионального управления и местного самоуправления Администрации Президента Азербайджана. 
Глава исполнительной власти Ярдымлинского района (10 апреля 2012 — 4 марта 2016).
Глава исполнительной власти Сальянского района (4 марта 2016 — 17 сентября 2024). 
Глава исполнительной власти Аджикабульского района (с 17 сентября 2024). 